# Atqasuk
Atqasuk ist eine Stadt im North Slope Borough im Bundesstaat Alaska in den Vereinigten Staaten. Das U.S. Census Bureau hat bei der Volkszählung 2020 eine Einwohnerzahl von 276 ermittelt.

## Geografie
Atqasuk liegt am Meade River. In der Gegend herrscht ein arktisches Klima mit Temperaturen unterhalb des Gefrierpunktes an 300 Tagen des Jahres. 60 Meilen (ca. 97 km) nördlich von Atqasuk liegt die Stadt Utqiaġvik, der Verwaltungssitz des North Slope Boroughs.

## Geschichte
Die Gegend um Atqasuk wurde vom Eskimo-Stamm der Inupiat zum Jagen und Fischen besiedelt. Während des Zweiten Weltkrieges wurde in Atqasuk Steinkohle abgebaut und nach Utqiaġvik verfrachtet, wo es von der Regierung und privaten Einrichtungen konsumiert wurde. In der Gegend gab es von 1951 bis 1957 ein Postamt unter dem Namen Meade River. 1970 lebten in Atqasuk keine Menschen mehr, aber die Gemeinde wurde 1977 hauptsächlich von früheren Einwohnern von Utqiaġvik wiederbelebt. 1982 wurde die Stadt als City inkorporiert.

## Wirtschaft und Infrastruktur
In der Stadt gibt es eine Schule und ein Krankenhaus, die Atqasuk Health Clinic, welche die medizinische Erstversorgung sicherstellt. Die Schule und andere staatliche Einrichtungen stellen die meisten Vollzeitarbeitsstellen zur Verfügung. Karibu, Gänse, Schneehühner, Eisbären, Seehunde, Walrosse und Wale werden gefangen und gehandelt. Um ihr Einkommen aufzubessern, erbeuten und handeln die Einwohner mit Fellen. Der Luftverkehr ermöglicht den einzigen ganzjährigen Zugang zu dem abgelegenen Gebiet. Das North Slope Borough besitzt und betreibt den Flugplatz Atqasuk. Cat-Trains werden manchmal in den Wintermonaten zum Transport von Waren überland von Utqiaġvik genutzt. Für den lokalen Transport werden Skiffs, Umiaks und Schneemobile benutzt.

## Demografie
Zum Zeitpunkt der Volkszählung im Jahre 2000 (U.S. Census 2000) hatte Atqasuk 228 Einwohner auf einer Landfläche von 100,7 km². Das Medianalter betrug 26,3 Jahre (nationaler Durchschnitt der USA: 35,3 Jahre). Das Pro-Kopf-Einkommen (engl. per capita income) lag bei US-Dollar 14.732 (nationaler Durchschnitt der USA: US-Dollar 21.587). 15,6 % der Einwohner lagen mit ihrem Einkommen unter der Armutsgrenze (nationaler Durchschnitt der USA: 12,4 %). 94,3 % der Einwohner sind indigener Abstammung, die in dem bundesweit anerkannten Indianerreservat Atqasuk Village leben. Die Inupiat-Eskimos bewahren ihre alten Traditionen. So ist der Handel, der Besitz und der Konsum von Alkohol im Reservat nicht erlaubt.